# 双侠河
双侠河，又名罗阳河，位于中国广西壮族自治区崇左市扶绥县北部，是左江左岸支流，发源于扶绥县中东镇吉台村，东南流经新安水库、新隆、弄楼、昌平乡佐偎、双甲、弄状等村屯，至龙头乡岜柳村以南汇入左江。河长54千米，流域面积435平方千米。